# 91
Năm 91 là một năm trong lịch Julius. 